# Lew Welch
Lewis Barrett Welch Jr. (ur. 16 sierpnia 1926, zm. 23 maja 1971) – amerykański poeta i pisarz związany z Beat Generation, wykładowca akademicki.

## Życiorys
Lew Welch po rozwodzie rodziców mieszkał z matką i siostrą w kilku kalifornijskich miastach. Po szkole średniej służył krótko w lotnictwie. Kształcił się w Junior College w Stockton (Kalifornia), Reed College w Portland (Oregon), gdzie uzyskał tytuł licencjata i na Uniwersytecie w Chicago. Podczas nauki w Reed College mieszkał z poetami Gary Snyderem i Philipem Whalenem, z którymi zawarł przyjaźnie na całe życie.  W New Jersey odwiedził Williama Carlosa Williamsa, poetę, którego bardzo podziwiał. Mieszkał przez pewien czas w Nowym Jorku, gdzie pisał teksty reklamowe dla Montgomery Ward. Następnie wrócił do Kalifornii, przez krótki czas mieszkał w Nevadzie. W 1963 r. przeniósł się do San Francisco, gdzie prowadził warsztaty poetyckie na Uniwersytecie Kalifornijskim. Pomógł swojej wieloletniej partnerce Magdalenie Cregg wychować jej syna, Hugh Anthony'ego Cregga III, który jako dorosły muzyk wybrał pseudonim sceniczny Huey Lewis na jego cześć. Pisał wiersze, w których bawił się zarówno gramatyką, jak i obrazami; w swojej twórczości zajmował się przyrodą, popkulturą i praktykami duchowymi. Jonah Raskin scharakteryzował Welcha jako „postmodernistycznego Walta Whitmana”.  Wydał kilka zbiorów poezji, w tym Wobbly Rock (1960) i Hermit Poems (1965) i prozę  How I Work as a Poet (1973) i How I Read Gertrude Stein (1996). Biblioteka Geisela Uniwersytetu Kalifornijskiego w San Diego posiada wybór jego prac. Welch zaginął w Sierra Nevada w 1971 r.